# خورشید و مهپاره
خورشید و مهپاره یا گل رعنا منظومه‌ای عاشقانه، بزمی و عرفانی به زبان فارسی است که توسط میرزا محمدسعید طبیب قمی سروده شده‌است.
محمدسعید طبیب قمی متخلص به «حکیم»، پزشک ویژه شاه عباس دوم صفوی (پادشاهی: ۱۰۲۱ تا ۱۰۴۵ خورشیدی) و از شاعران دربار او بود.
خورشید و مهپاره ۳۶۸۰ بیت در بحر سریع دارد که در قالب مثنوی سروده شده و شیوه گفت‌وگوهای دلدادگان در این منظومه به تقلید از شیرین و فرهاد نظامی است.
نسخه‌ای قدیمی از خورشید و مهپاره در کتابخانه ملی ملک به شماره ۵۲۵۷ موجود است.

## داستان
داستان آن شرح دل دادن خورشید، پسر پادشاه ری، به مهپاره، دختر شاه عمان، است. این دو که مانند عشق شیرین و فرهاد نظامی، عشقی «پاکدامنانه» دارند سرانجام به وصال یک دیگر نایل می‌آیند. ارزش این داستان در نشان دادن سنت‌های داستانی عاشقانه در روزگار صفوی است.